# Kilindini
Kilindini – naturalny port morski miasta Mombasa w Kenii, nad Oceanem Indyjskim, utworzony przez estuarium kilku łączących się niewielkich rzek. Jest jedynym międzynarodowym portem Kenii, zarząd sprawuje Kenya Ports Authority (KPA). 
Nazwa Kilindini pochodzi od słowa "głęboki" w języku Suahili, port został tak nazwany z uwagi na naturalną głębokość kanału portowego. Naturalny port powstał w toku zalania doliny rzecznej przez podnoszący się poziom wód, tworząc estuarium. Oddziela on od południa wyspę, na której położona jest Mombasa, od stałego lądu.
Port Kilindini zaczęto użytkować od 1896 – rozpoczęcia prac przy kolei ugandyjskiej. Podczas II wojny światowej Kilindini było jedną z baz brytyjskiej Floty Wschodniej, operującej na Oceanie Indyjskim. Znajdowała się w pobliżu także placówka brytyjskiej służby łamania szyfrów (centrala w Bletchley Park).